# Вольное (Омская область)
Вольное — село в Полтавском районе Омской области России. Административный центр Вольновского сельского поселения.

## История
Основано в 1908 году. В 1928 году состояло из 101 хозяйства, основное население — русские. Центр Вольновского сельсовета Полтавского района Омского округа Сибирского края.

## Население
| 1926 | 2010  |
| ---- | ----- |
| 577  | ↗1219 |